# Liešno
Liešno é um município da Eslováquia, situado no distrito de Turčianske Teplice, na região de Žilina. Tem 1,94 km² de área e sua população em 2018 foi estimada em 53 habitantes.

## Demografia
| Ano:        | 1994 | 2004    | 2014   | 2024    |
| ----------- | ---- | ------- | ------ | ------- |
| Broj ljudi: | 70   | 57      | 58     | 52      |
| Razlika:    |      | -18,57% | +1,75% | -10,34% |

| Ano:               | 2023 | 2024   |
| ------------------ | ---- | ------ |
| Número de pessoas: | 54   | 52     |
| Diferença:         |      | -3,70% |